# Giuseppe Dessì
Giuseppe Dessì (7. srpna 1909 Villacidro – 6. července 1977 Řím) byl sardinský prozaik a dramatik. Vystudoval na Univerzitě v Pise. Ve své románové a povídkové tvorbě zobrazuje především život na rodné Sardinii.

## Dílo
- La sposa in città (1939, Nevěsta ve městě) - sbírka povídek
- San Silvano (1939) - román
- Michele Boschino (1942) - román
- Racconti vecchi e nuovi (1945, Povídky staré a nové) - sbírka povídek
- Storia del principe Lui (1949, Příběh knížete Lui) - román
- I passeri (1955, Vrabci, česky 1972, přel. Cyril Kříž) - román
- Isola dell'angelo (časopisecky 1943-1950, knižně 1957, Andělský ostrov) - sbírka povídek
- Introduzione alla vita di Giacomo Scarbo (časopisecky 1948, knižně 1959, Úvod k životopisu Giacoma Scarba) - román
- Racconti drammatici (1959, dramatické povídky) - sbírka povídek
- Il disertore (1961, Zběh) - román
- Eleonora d'Arborea (1964) - historické drama
- Paese d'ombre (1972, Ostrov stínů, česky 1975, přel. Eva Zaoralová-Hepnerová) - román oceněný Cenou Strega; odehrává se ve fiktivní obci Norbio (předobrazem autorova rodná obec Villacidro) od poloviny 19. století do 1. světové války